# 조아킹 드 알메이다
조아킹 드알메이다(포르투갈어: Joaquim de Almeida, 포르투갈어 발음: [ʒuɐˈkĩ ðɨ alˈmɐjðɐ], 1957년 3월 15일 ~ )는 포르투갈과 미국의 배우이다.

## 출연 작품

### 영화
- 온리 유 (1994)
- 데스페라도 (1995)
- 분노의 질주: 언리미티드 (2011) - 헤르난 레예즈 역
- 킬러의 보디가드 (2017) - 장 푸셰 역
- 다운사이징 (2017) - 페레이라 박사 역
- 파티마의 기적 (2020) - 페헤이라 역
- 서치 2 (2023) - 자비 역
- 분노의 질주: 라이드 오어 다이 (2023) - 헤르난 레예즈 역

### 텔레비전
- 남부의 여왕 (2016-18)
- 워리어 넌: 신의 뜻대로 (2020-현재)
- 쇼군 (2024)